# Symidia pseudoflava
Symidia pseudoflava är en insektsart som beskrevs av Broomfield 1985. Symidia pseudoflava ingår i släktet Symidia och familjen Derbidae. Inga underarter finns listade i Catalogue of Life.